# Alfred Klingler
Alfred Klingler, nemški rokometaš, * 25. oktober 1912, † ?.
Leta 1936 je na poletnih olimpijskih igrah v Berlinu v sestavi nemške rokometne reprezentance osvojil zlato olimpijsko medaljo.